# Осняки
Осняки (укр. Осняки) — пассажирский железнодорожный остановочный пункт Киевской дирекции Юго-Западной железной дороги на линии Чернигов — Новобелицкая, расположенный между сёлами Великие Осняки и Сибереж (Черниговская область, Украина).

## История
Остановочный пункт был открыт в 1930 году в составе новой ж/д линии Чернигов—Новобелицкая. На станции осуществлялись продажа билетов на поезда местного следования без багажных операций.

## Общие сведения
Станция представлена одной боковой платформой. Имеет 1 путь. Нет здания вокзала. 

## Пассажирское сообщение
Ежедневно станция принимает две пары пригородных поездов сообщения Чернигов—Горностаевка.